# Roberto Cecon
Roberto Cecon [róberto čekón], italijanski smučarski skakalec, * 28. december, 1971, Humin, Videm, Italija.  
Roberto Cecon je najboljši italijanski smučarski skakalec vseh časov. Na tekmah svetovnega pokala je debitiral v 1987/88, na prvi tekmi Novoletne turneje v Oberstdorfu. Sezono kasneje je bil že prvič na stopničkah za zmagovalce, bil je 2. v Chamonixu. Prvo zmago je dosegel še sezono kasneje (1989/90), najboljši je bil v domačem Predazzu.
V letih 1992 (Harrachov) in 1994 (Planica) je osvojil bronasti medalji na svetovnih prvenstvih v poletih. Cecon je bolje nastopal na večjih skakalnicah.
Od sezone 1990/91 do 1994/95 je Cecon dosegel največ uspehov v svetovnem pokalu - šestkrat je zmagal, osvojil pa je še sedem stopničk, za zaključek tega obdobja je bil v sezoni 1994/95 v skupnem seštevku svetovnega pokala na 2. mestu. 
Kariero smučarskega skakalca je zaključil 23. marca 2003 na letalnici v Planici, potem ko je dosegel nov italijanski rekord v poletih - 207,5 metrov.
V sezoni 2004/05 je bil pomočnik glavnega trenerja reprezentance, sezono kasneje pa je postal glavni trener.

## Dosežki
Zmage
| Sezona  | Država/Prizorišče |
| ------- | ----------------- |
| 1989/90 | Predazzo          |
| 1989/90 | Planica           |
| 1993/94 | Örnsköldsvik      |
| 1994/95 | Engelberg         |
| 1994/95 | Engelberg         |
| 1994/95 | Falun             |